# Lissodema ainunum
Lissodema ainunum là một loài bọ cánh cứng trong họ Salpingidae. Loài này được Lewis miêu tả khoa học năm 1895.